# Nathan Bolaers
Nathan Bolaers (23 april 1991) is een Belgisch handballer.

## Levensloop
Bolaers werd actief in het handbal bij Union Beynoise. Vanaf 2011 kwam hij uit voor Callant Tongeren. Met deze club werd hij tweemaal landskampioen en won hij tweemaal de Beker van België. In 2017 maakte hij de overstap naar de Franse 2e divisie-club Grand Besançon DH en het daarop volgende seizoen speelde hij voor Limoges HB. In 2019 keerde hij terug naar HB Tongeren. Sinds 2022 komt hij uit voor diens opvolger Hubo Handbal. Daarnaast maakte hij deel uit van de Belgische nationale ploeg.
Zijn broer Thomas is ook actief in het handbal.